# Петрозилиус, Иван Данилович
Иван Данилович (Иоганн-Бернгард) Петрозилиус (Petrosilius) (1774 или 1776 — 1846) — учёный-энциклопедист, первый воспитатель Грибоедова.
До 1810 года был гувернёром А. С. Грибоедова. С 22 мая 1810 года Петрозилиус стал учителем немецкого языка и словесности в московской Практической академию коммерческих наук. Одновременно с этим, с 1 сентября 1814 года был учителем латинского и немецкого языка в Благородном пансионе при Московской губернской гимназии, а с 1824 года содержал «лучший в то время пансион в Москве»). В 1823 году получил чин титулярного советника. Также, продолжая преподавать в коммерческой академии, он работал помощником библиотекаря в библиотеке Московского университета. Им был издан, составленный библиотекарем Ф. Ф. Рейсом (1827—1836), трёхтомный «Каталог книг библиотеки Императорского Московского Университета» (М., 1831—1836).